# 我的九月
《我的九月》（英語：The September of Mine）是一部于1990年上映的中国儿童剧情片，由中国儿童电影制片厂出品、尹力执导，张萌、张国立、陶泽如、沈丹萍主演。电影主要讲述了在1990年亚洲运动会开幕之前，大榆树小学的学生安建军在高老师的帮助下争取到参加开幕式的表演资格。故事背景设定在1990年9月的北京市。
1991年，《我的九月》荣获第11届中国电影金鸡奖“最佳儿童片奖”。

## 演员表
| 演员   | 角色   | 备注                   |
| ------ | ------ | ---------------------- |
| 张萌   | 安建军 | 主角，人称“安大傻子”。 |
| 张国立 | 高老师 | 大榆树小学教师         |
| 陶泽如 | 建军爸 | 安建军的爸爸           |
| 沈丹萍 | 建军妈 | 安建军的妈妈           |
| 邢丹丹 | 安小妹 | 安建军的妹妹           |